# Villa il Pozzino

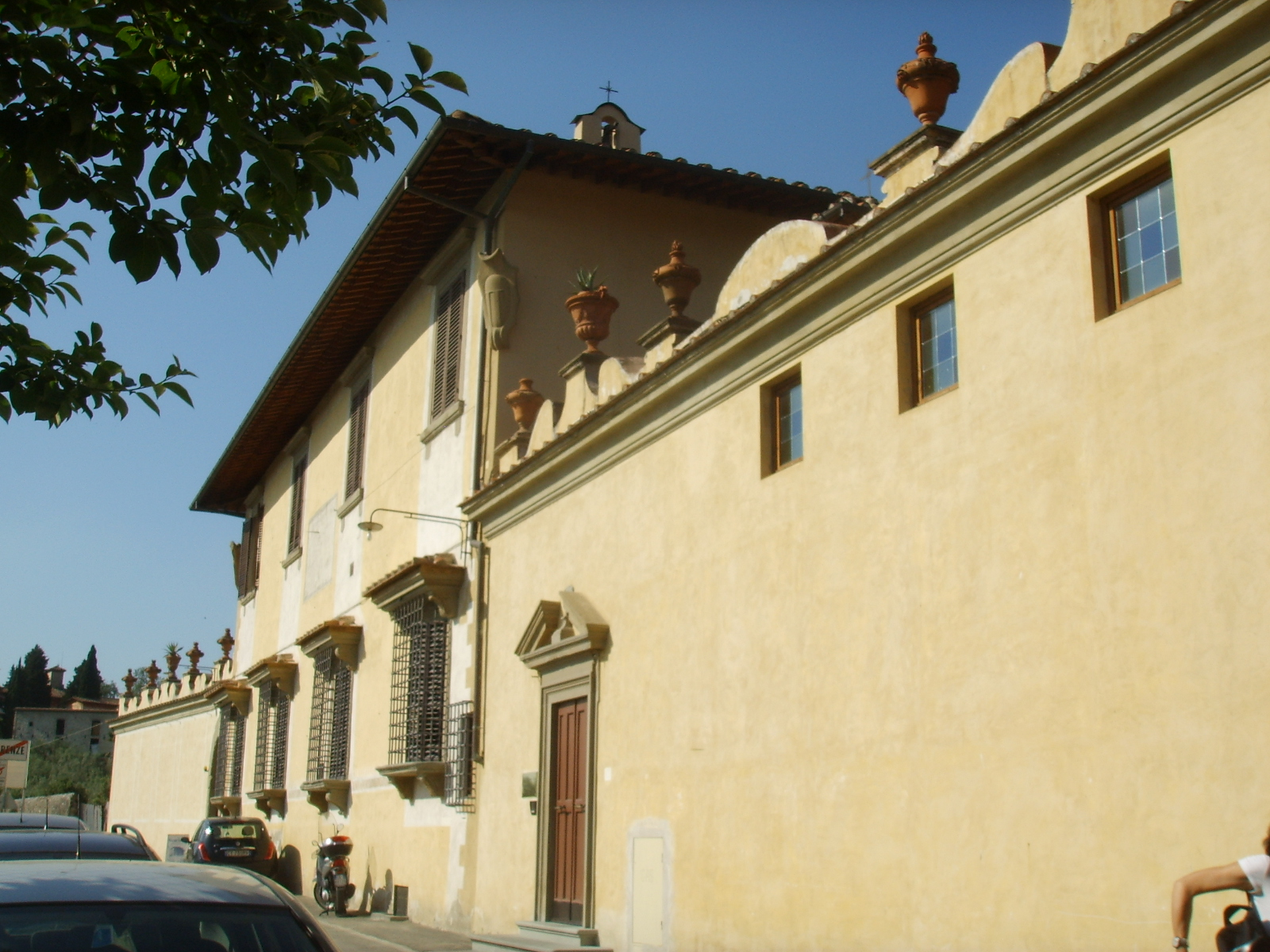
Fachada da Villa il Pozzino.

A Villa il Pozzino é um palácio situano nas colinas de Florença, no nº 12 da Via Giovanni da San Giovanni (zona de Castello).

## História

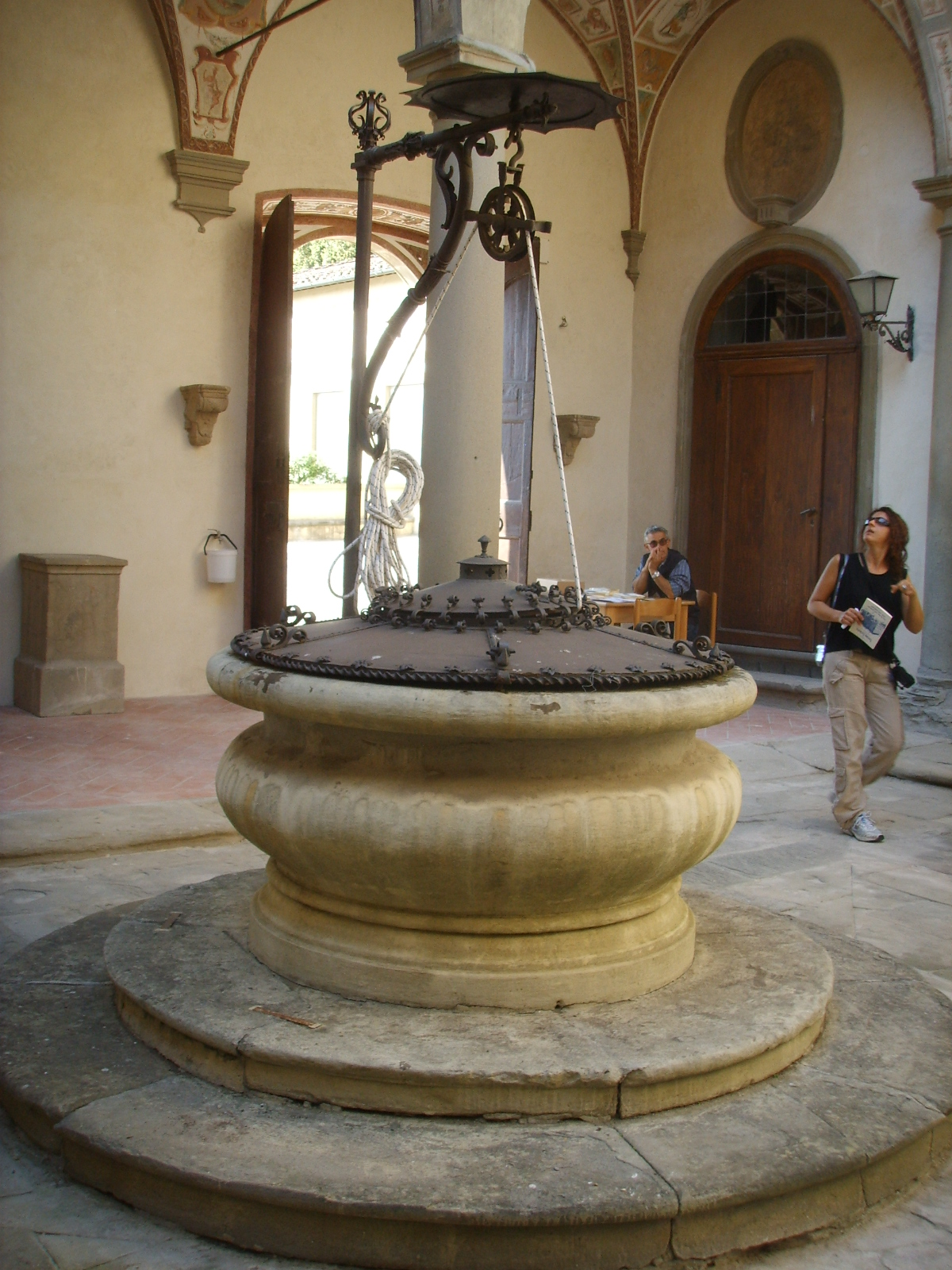
O "pozzino" no pátio.

O nome da villa deriva do poço situado no pátio interior, a qual foi construida numa data incerta durante o século XV, como testemunha uma menção de Carocci dos primeiros anos daquele século.
Antigamente pertencia aos Carnesecchi, passou para a posse do médico montepulcianense Maria Carlo Galgani, em 1576, que a vendeu dez anos depois aos filhos de Zanobi Grazzini. O aspecto actual da villa remonta, sobretudo, às intervenções da família Grazzini, que a mandou reestruturar a partir de 1620. Os grotescos da galeria alta e do pátio foram encomendados em 1619, enquanto as pinturas nas paredes do pátio de Giovanni da San Giovanni, pintor da corte que havia trabalhado, também, na Villa La Quiete, estão documentadas até 1630.
Pela documentação fornecida pelas pinturas também é possivel datar aproximadamente a arquitectura da villa, a qual deve remontar à época de Giovan Francesco Grazzini, nos anos de viragem do século XVI para o século XVII.
Dos Grazzini, a villa passou por via hereditária para os Bartolini-Baldelli, e depois para os Mori-Ubaldini-Alberti. No século XX chegou à posse do advogado Alessandro Luci e do Sr. Gilli. Desde 1946, e até à actualidade, é propriedade do Instituto Antoniano Feminino (Istituto Antoniano Femminile), que ali tem uma escola.

## Arquitectura

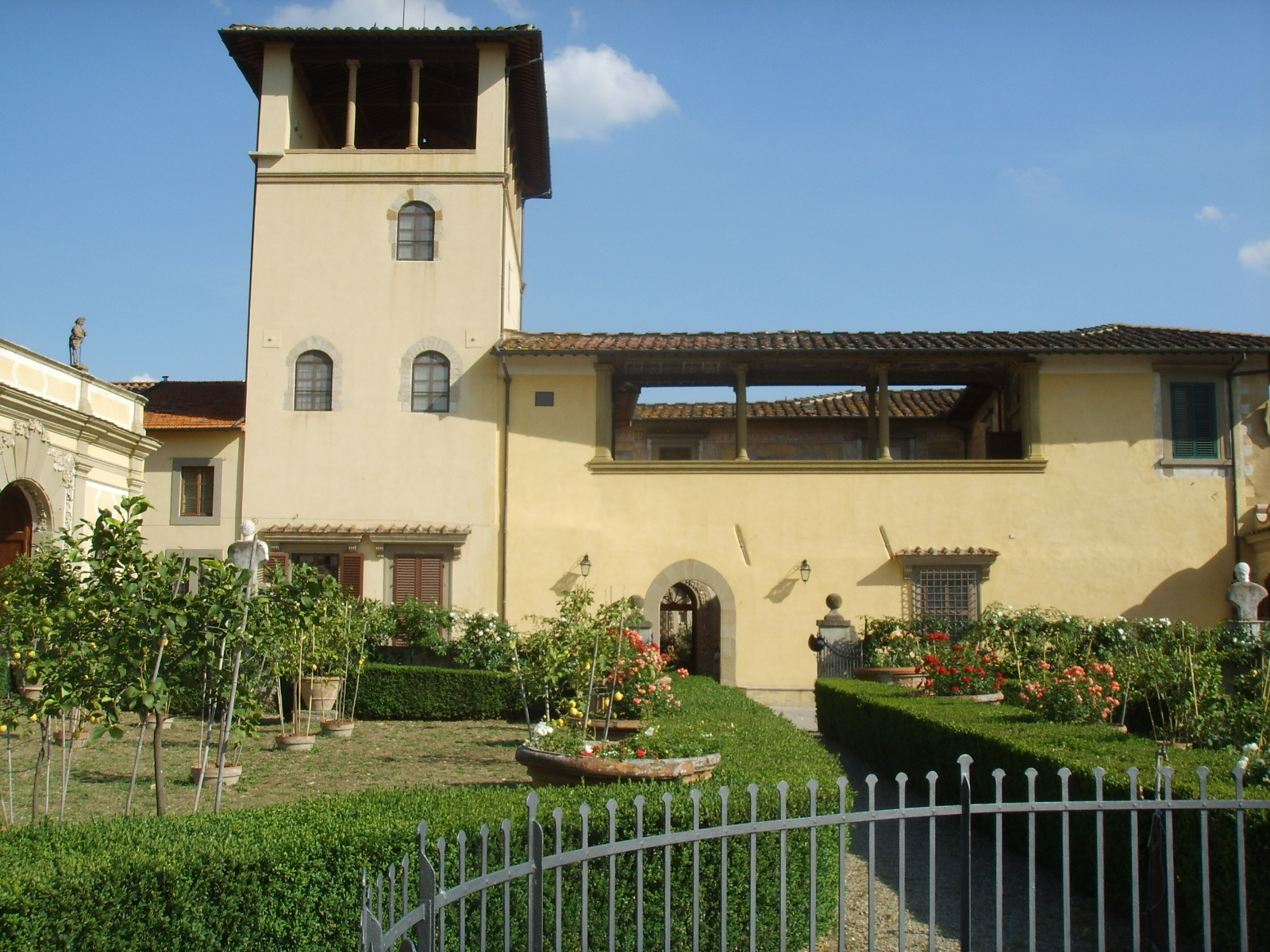
Fachada lateral, com a torre e parte do jardim.

A planimetria é bastante simples, com um bloco único articulado em torno dum pátio central, com um jardim murado para leste (em direcção ao qual se estende um braço da villa) e um parque mais amplo à italiana situado a oeste. No lado norte ainda existe, embora redimensionado em relação à sua área antiga, um selvático arborizado.
A fachada dá para uma rua que liga o quarto e o quinto florentino, apresentando um alto muro decorado por urnas em terracota e estátuas, o qual contém fragmentos de grafitos ornamentais.
No piso térreo encontram-se janelas ajoelhadas, com mísulas de pedra e uma decoração em baixo relevo que reproduz folhas de acanto, enquanto no primeiro andar apresenta cornijas arquitravadas mais simples. Antigamente, a fachada estava coberta por grafitos, dis quais restam apenas alguns traços.
No lado voltado para o jardim à italiana destacca-se uma torre englobada no edifício principal, talvez mais antiga que este, de época medieval, possivelmente do século XII, na qual se encontra, actualemente, uma loggia alta apoiada por colunas com capitéis toscanos e volutas em estilo jónico. De igual modo, uma outra loggia também caracteriza, a um nível inferior,  o corpo a oeste do pátio, onde se destaca o tecto decorado com mirabolantes grotescos representando cenas mitológicas e agrestes, obra de Piero Salvestrini (1597), activo no final do século XVI na escola de Bernardino Poccetti, o qual já havia decorado na zona, por exemplo, a Villa il Casale.

### O pátio
Por sua vez, o pátio é decorado por pinturas de Giovanni da San Giovanni, as quais se encontram, em parte, irremediavelmente comprometidas. Estas representam Sátiros, ninfas e cenas campestres, com citações literárias e vernáculas, segundo a moda da época.
Na parede norte, a partir da esquerda em baixo, encontram-se:

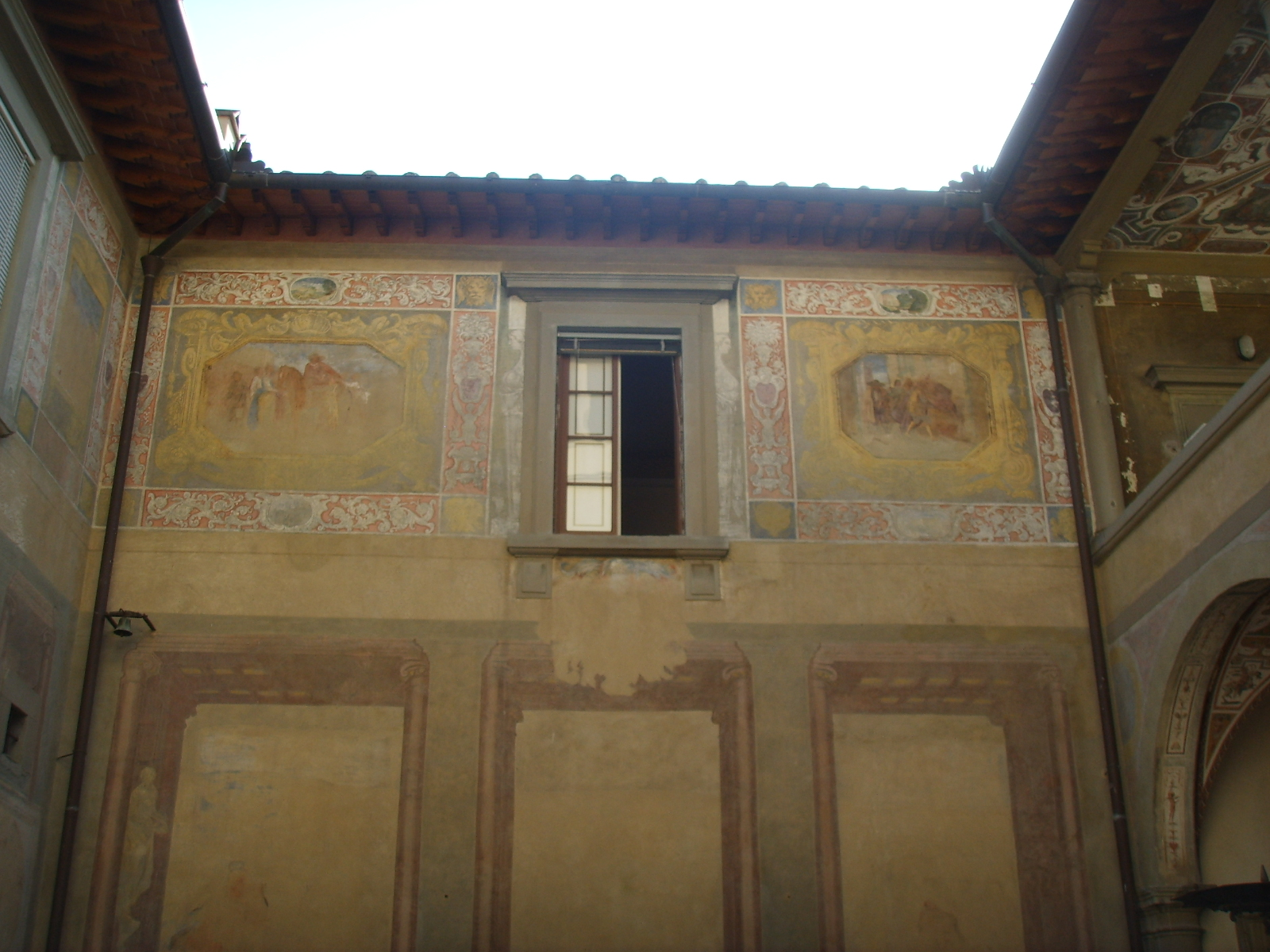
Afrescos de Giovanni da San Giovanni no pátio, lado sul.

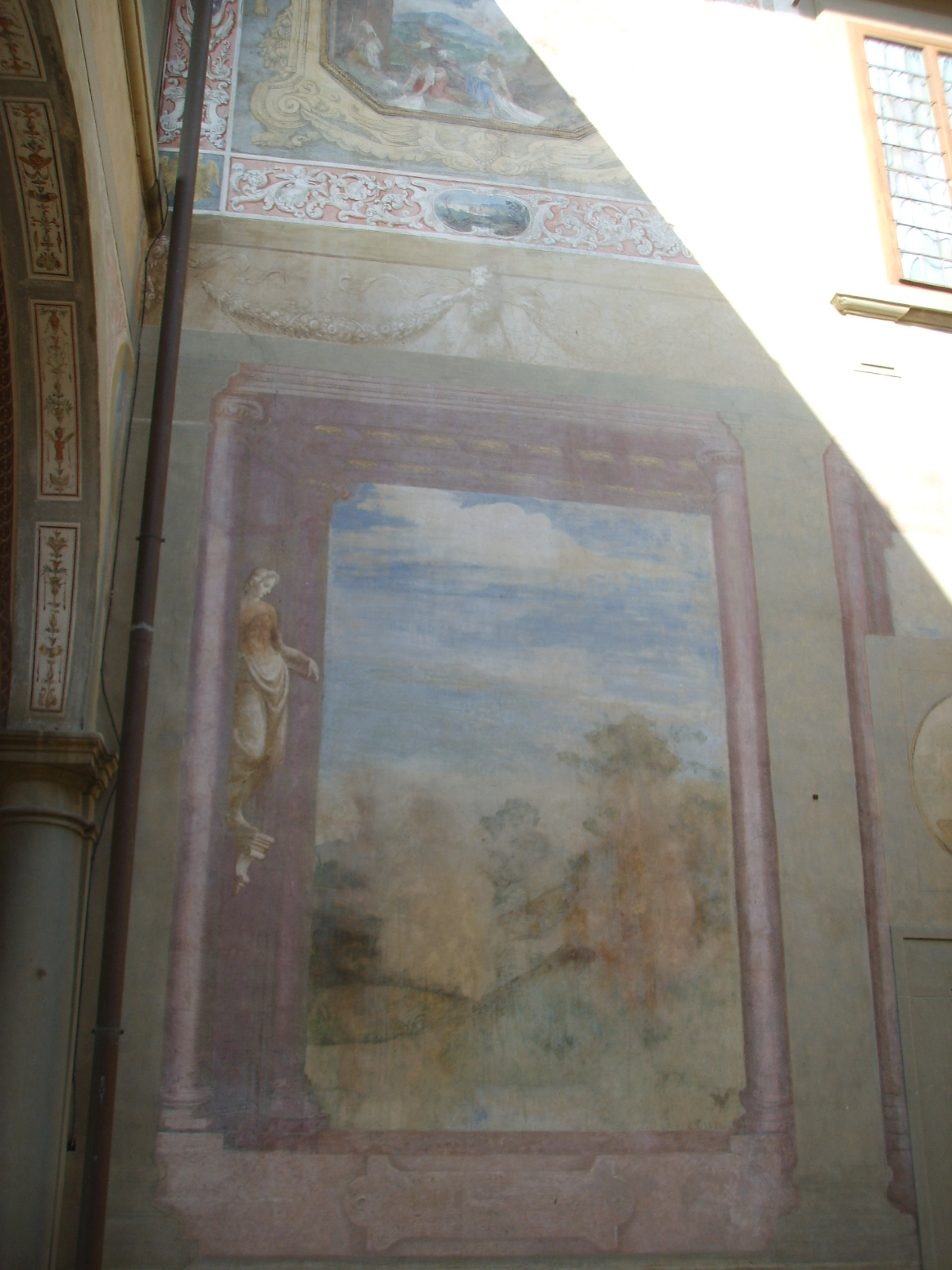
Afrescos de Giovanni da San Giovanni no pátio, lado norte.

- Uma pasta com inscrições em verso;
- Il satiro e Mirtillo ("O Sátiro e Mirtilo"), à esquerda em baixo;
- La favola di Guarino O Coriisca ("A fábula de Guarino o Corista"), à esquerda;
- Quattro ninfe che lavano i panni insidiate da un satiro ("Quatro ninfas que lavam os panos atormentadas por um sátiro"), à esquerda em cima;
- Apollo assiso ("Apolo sentado"), com o brasão dos Grazzini, ao centro, sobre a porta;
- Il giudizio di Re Mida nella contesa tra Apollo e Marsia ("O julgamento do Rei Midas na disputa entre Apolo e Marsias), à direita em baixo;
- Apollo che scortica Marsia ("Apolo que esfola Marsias"), à direita;
- Marsia travestito da Enone con satiri e ninfe ("Marsias vestido de Enone com sátiros e ninfas"), em cima, à direita.

A parede este, a principal por estar oposta à entrada, está decorada por:
- Primavera e Estate ("Primavera e Verão"), à esquerda sobre a porta;
- Giovane contadino derubato dalle zingare ("Jovem camponês derrubado pelos ciganos"), em cima, à esquerda;
- Il Trionfo di Galatea ("O Triunfo de Galatéia"), ao centro;
- Polifemo e Galatea ("Polifemo e Galatéia"), em baixo, ao centro;
- Il ritorno dei cacciatori ("O regresso dos caçadores"), em cima, ao centro;
- La scuola di canto con caramogi ("A escola de canto com caramogi"), sobre a porta das cozinhas;
- La rissa (tre donne che si accapigliano divise da una vecchia e due ragazzi che fanno a pugni) ("A briga - três mulheres que brigam separadas por uma velha e dois rapazes que estão em punhos");
- Invito al silenzio ("Convite ao silêncio"), sob a janela;

Completam a decoração deste lado, dois nichos que flanqueiam a porta, no estilo de Bernardo Buontalenti, com acrrancas criadas por mosaicos com seixos, pedras esponjosas e conchas.
A parede sul apresenta:
- L'Asino d'oro con amore e Psiche ("O assento de ouro com Amore e Psiquê"), ao centro;
- Psiche con la lucerna che spia Amore ("Psiquê com a lucerna que ilumina Amore"), em baixo;
- L'Asino d'Oro ("O Assenro de ouro"), em cima;
- Fanciulle che fermano un cavaliere ("Rapariga que fecha um cavaleiro"), em cima, à esquerda;
- Marina con allegoria della Pittura e quattro suoi amorini ("Marina com alegoria da pintura e quatro seus cupidos"), à esquerda;
- Il pianto di Olimpia, abbandonata sola a letto da Birreno ("O pranto de Olímpia, abandonada sobre o leito por Birreno"); à direita;
- Strada di città con villano (Birreno) arrestato dalle guardie [Rua de cidade com vilão (Birreno) preso pelso guardas - amboentada na Via dei Calzaiuoli, com a Cúpula de Santa Maria del Fiore e do Capanile di Giotto ao fundo].

### O interior

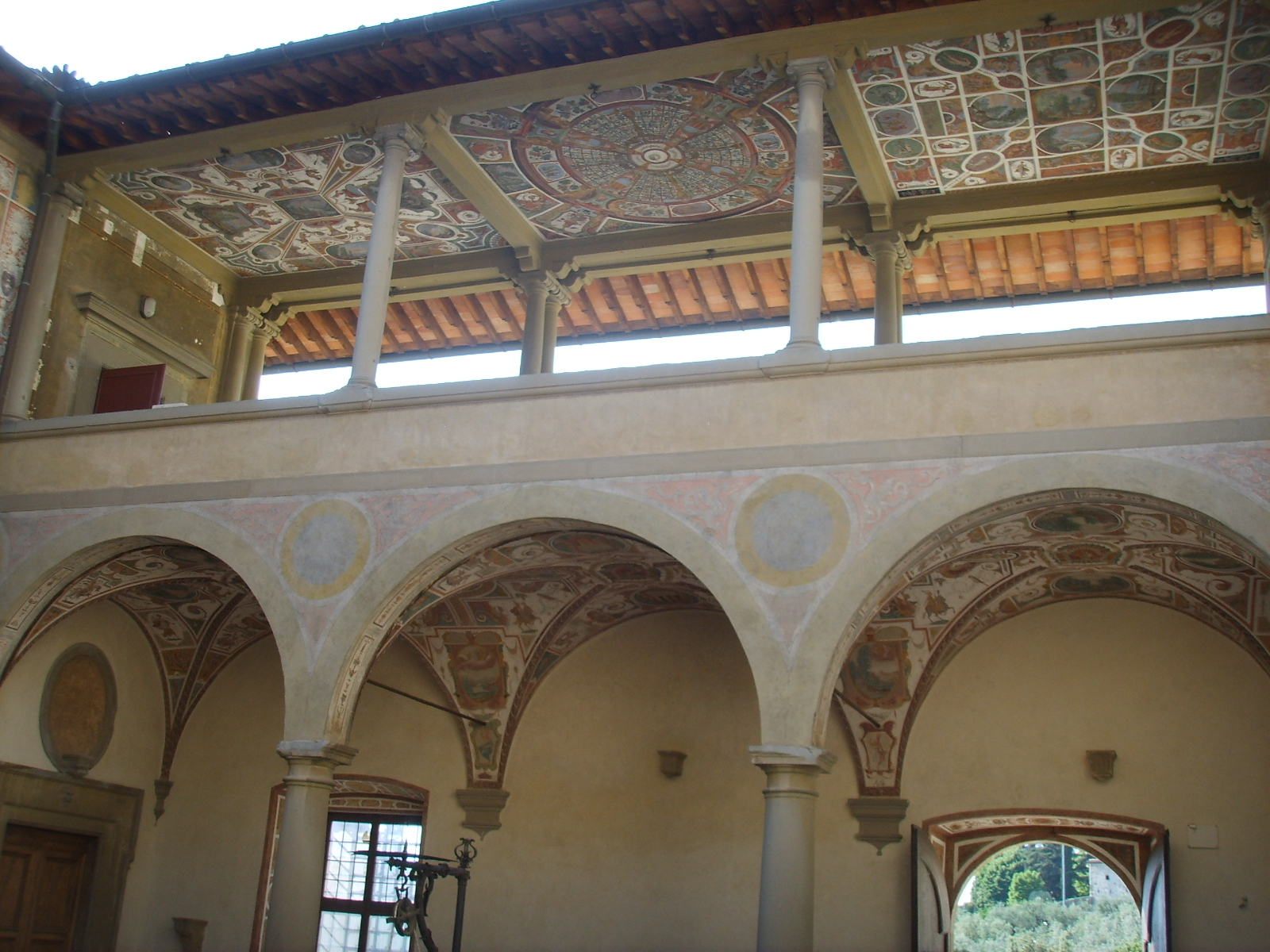
A loggia com os grotescos.

As salas no primeiro andar têm várias decorações a fresco, em particular uma pequena divisão utilizada hoje como saleta, com baixa abóbada coberta de pinturas. O salão principal, por sua vez, conserva uma valiosa lareira em pietra serena esculpida e grotescos nas estreitas superfícies das espessuras das janelas e do portal.

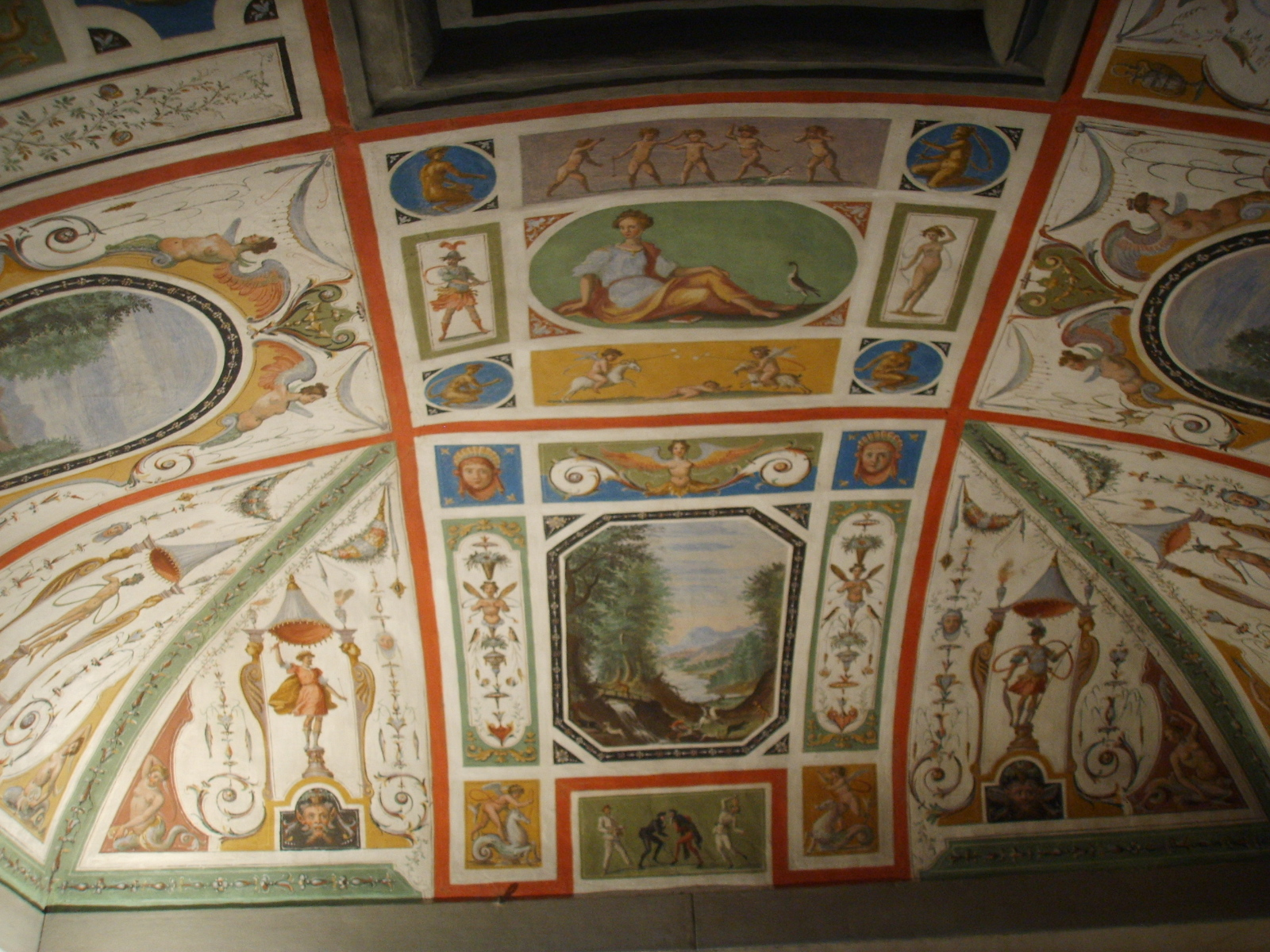
Afrescos em grotesco numa sala interior, talvez um antigo estúdio
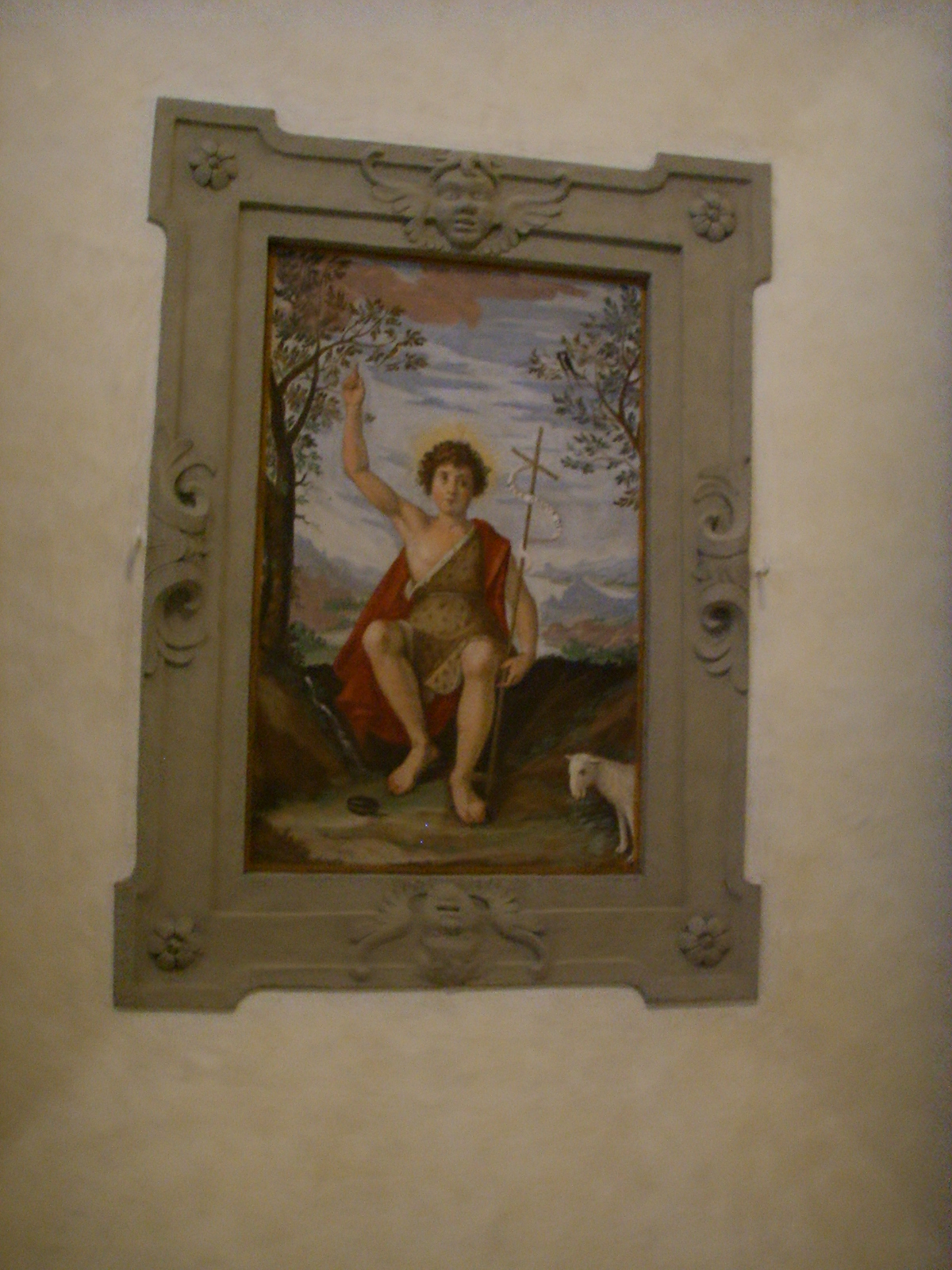
Afresco com São Giovannino
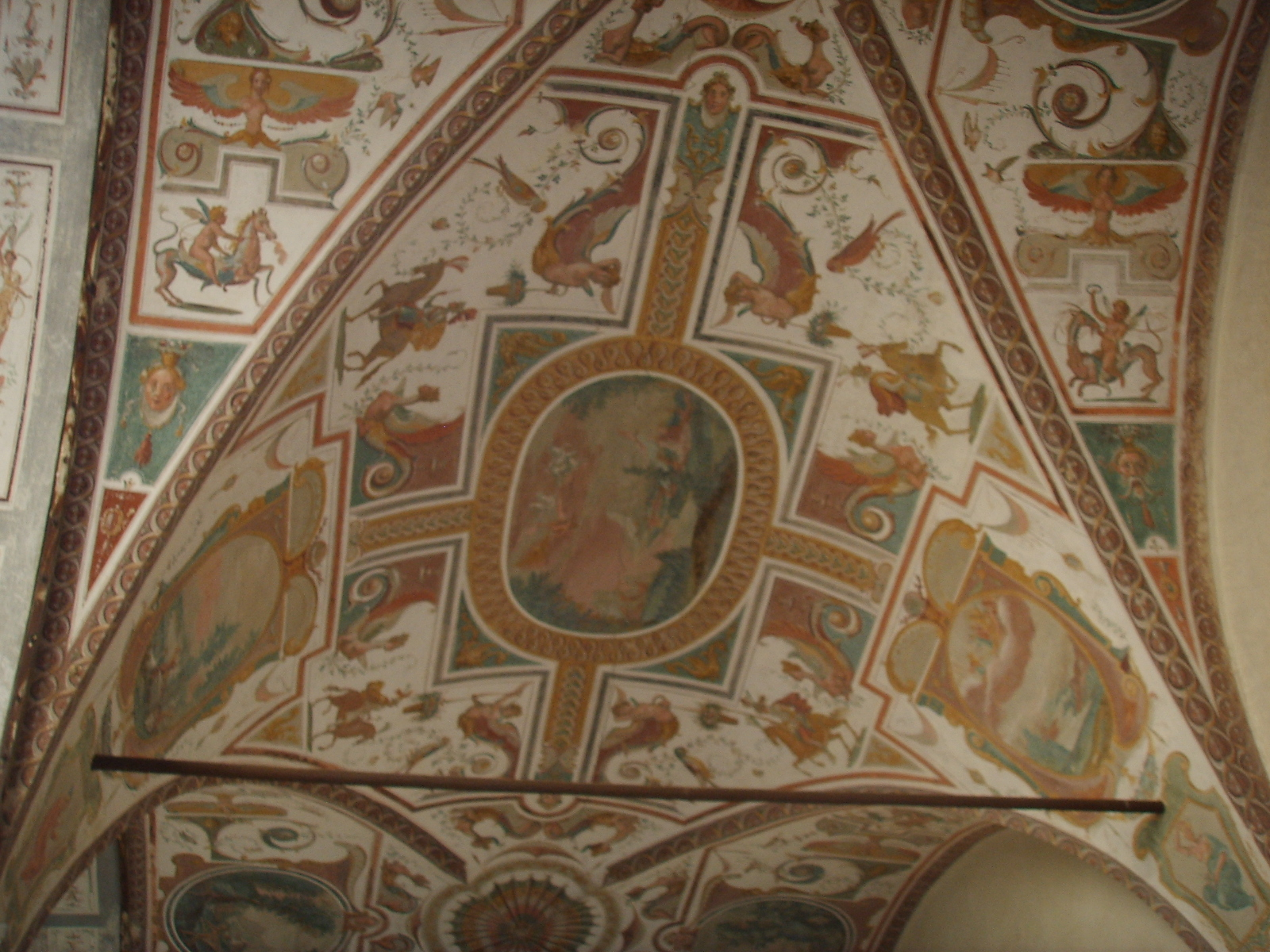
Detalhe de tecto afrescado
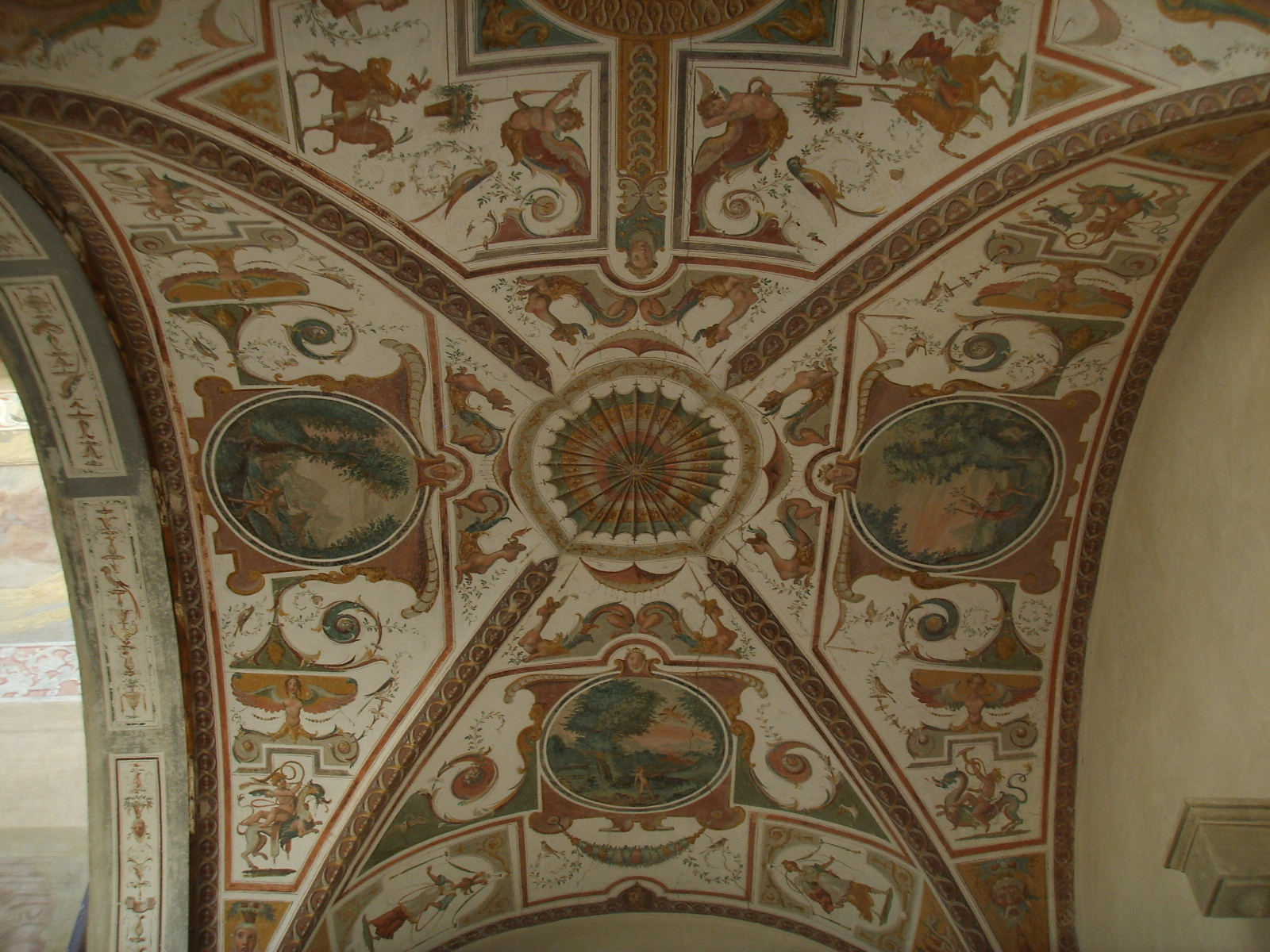
Grotesco no pátio

## O jardim

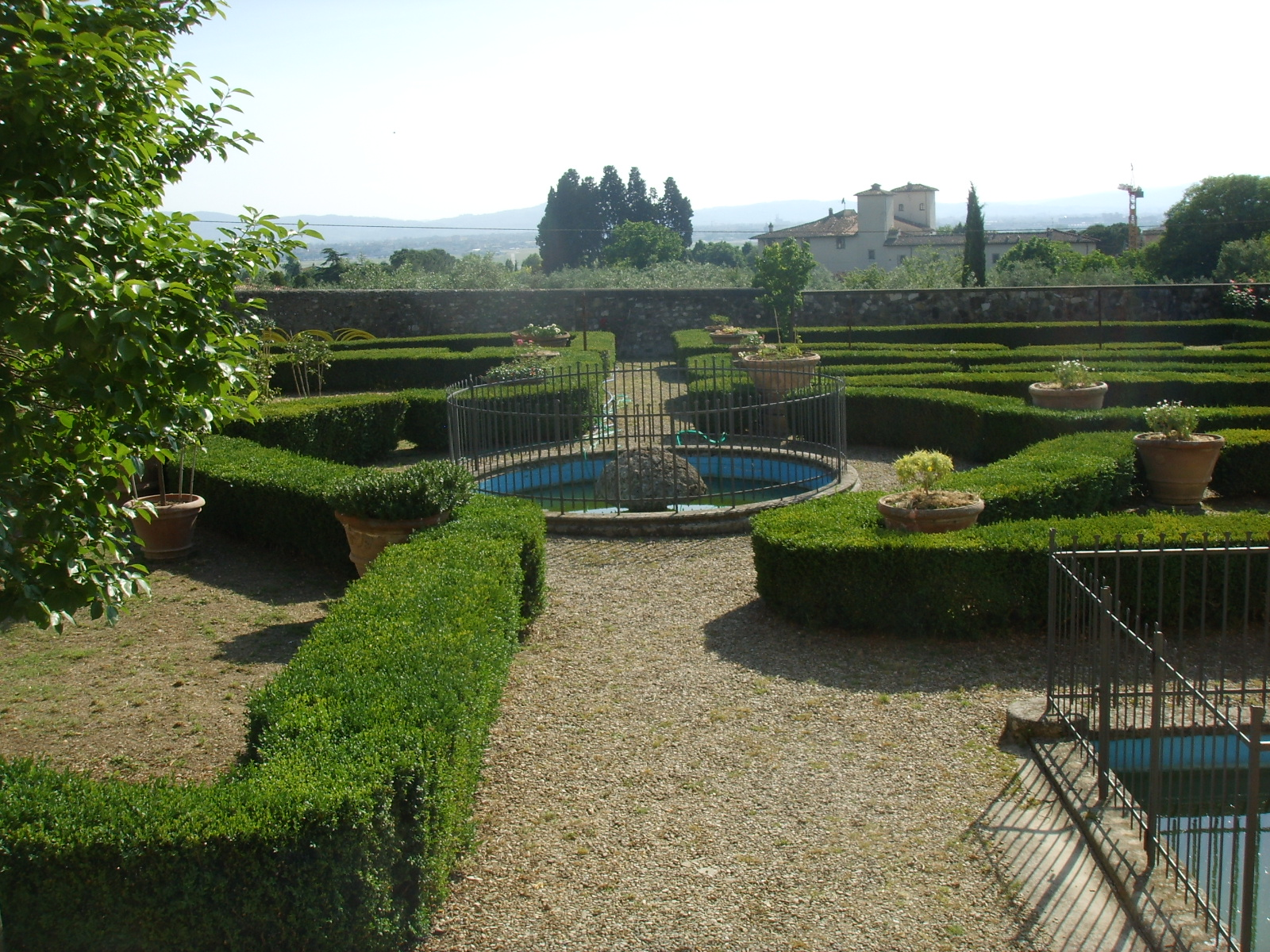
Jardim à italiana.

O jardim de poente é decorado por um grande ninfeu-gruta artificial que se insere num edifício, a ampla ex-limonaia, apresentando também canteiros geométricos. Das esculturas originais restam apenas as carrancas das fontes exteriores.
O jardim murado, a levante, possui uma grande fonte com parede, decorada por mosaicos em pedra espumosa, com motivos em grotesco típicos do Maneirismo; provoca uma certa estranheza ver como hoje foi ali colocada uma estátua devocional a Nossa Senhora num ambiente deliberadamente neo-pagão.

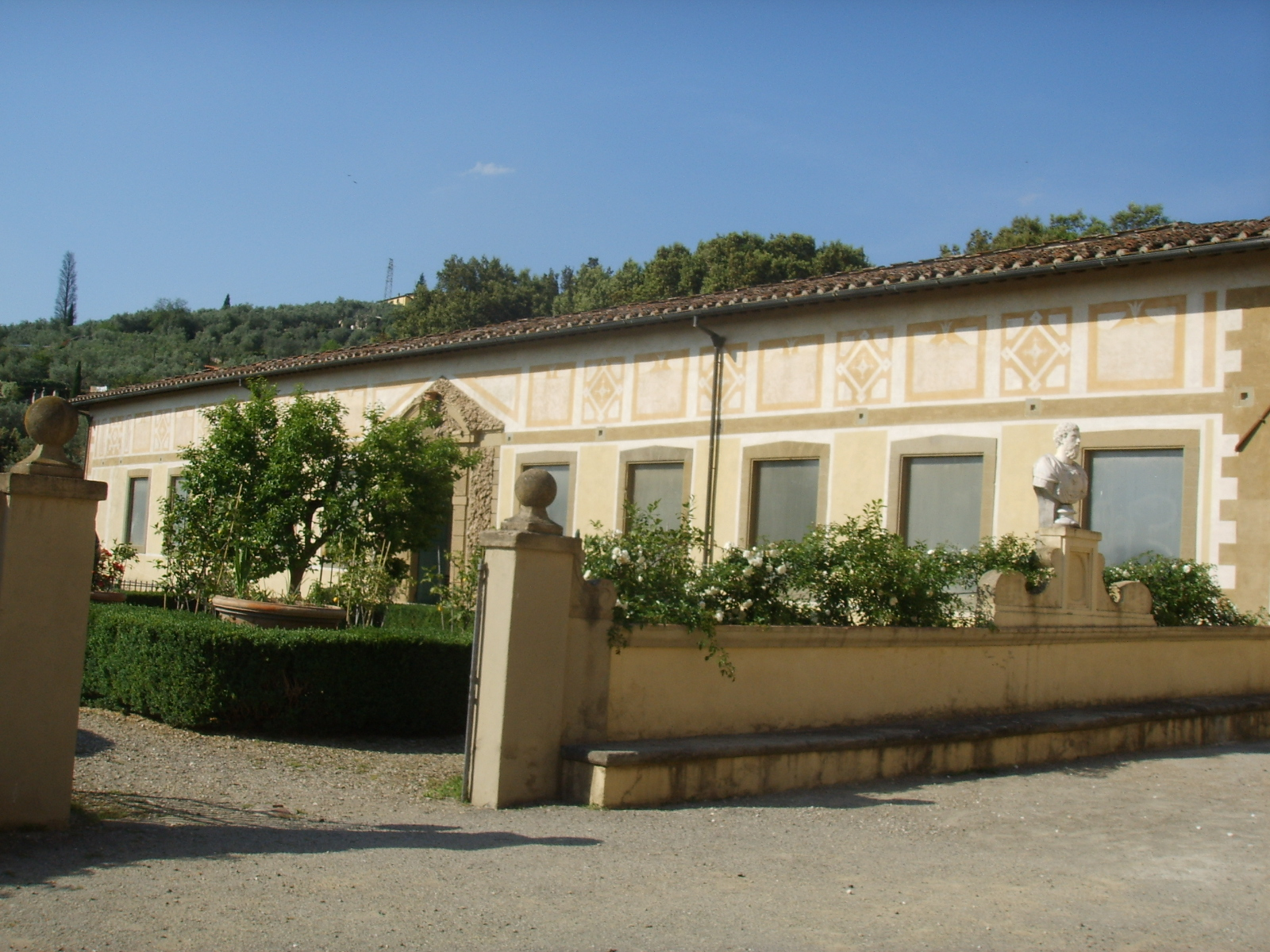
O jardim
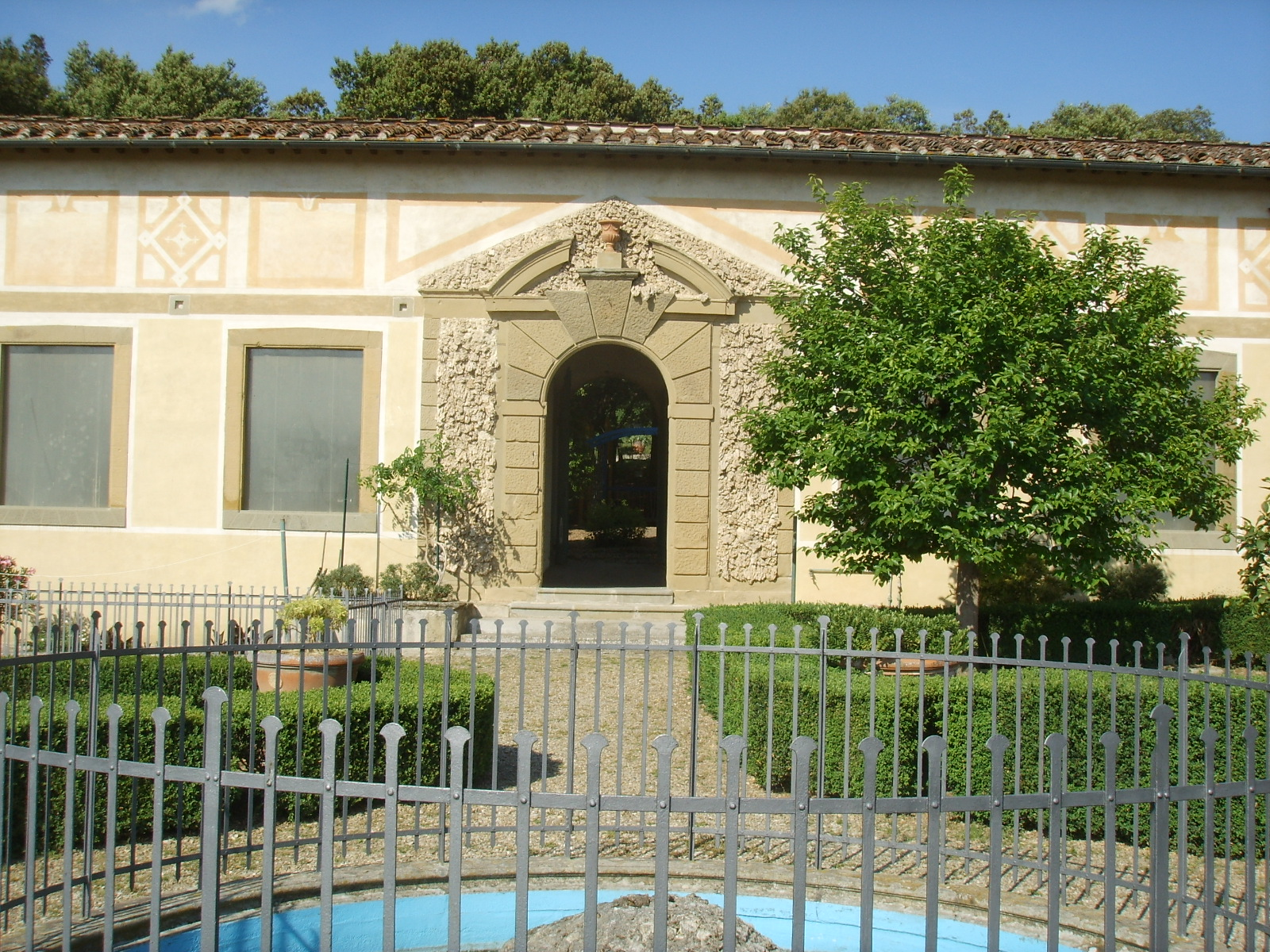
O jardim
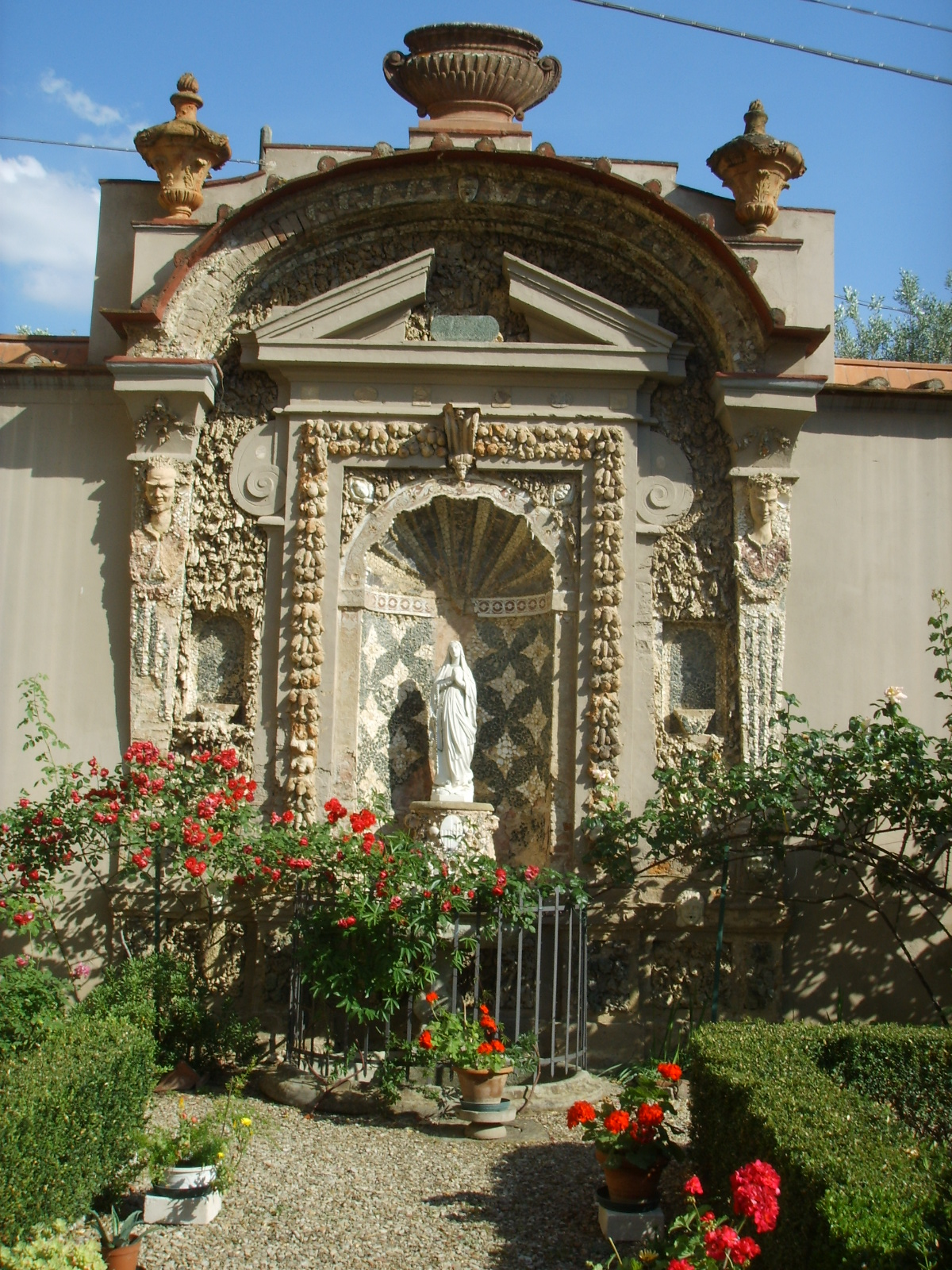
A fonte com parede
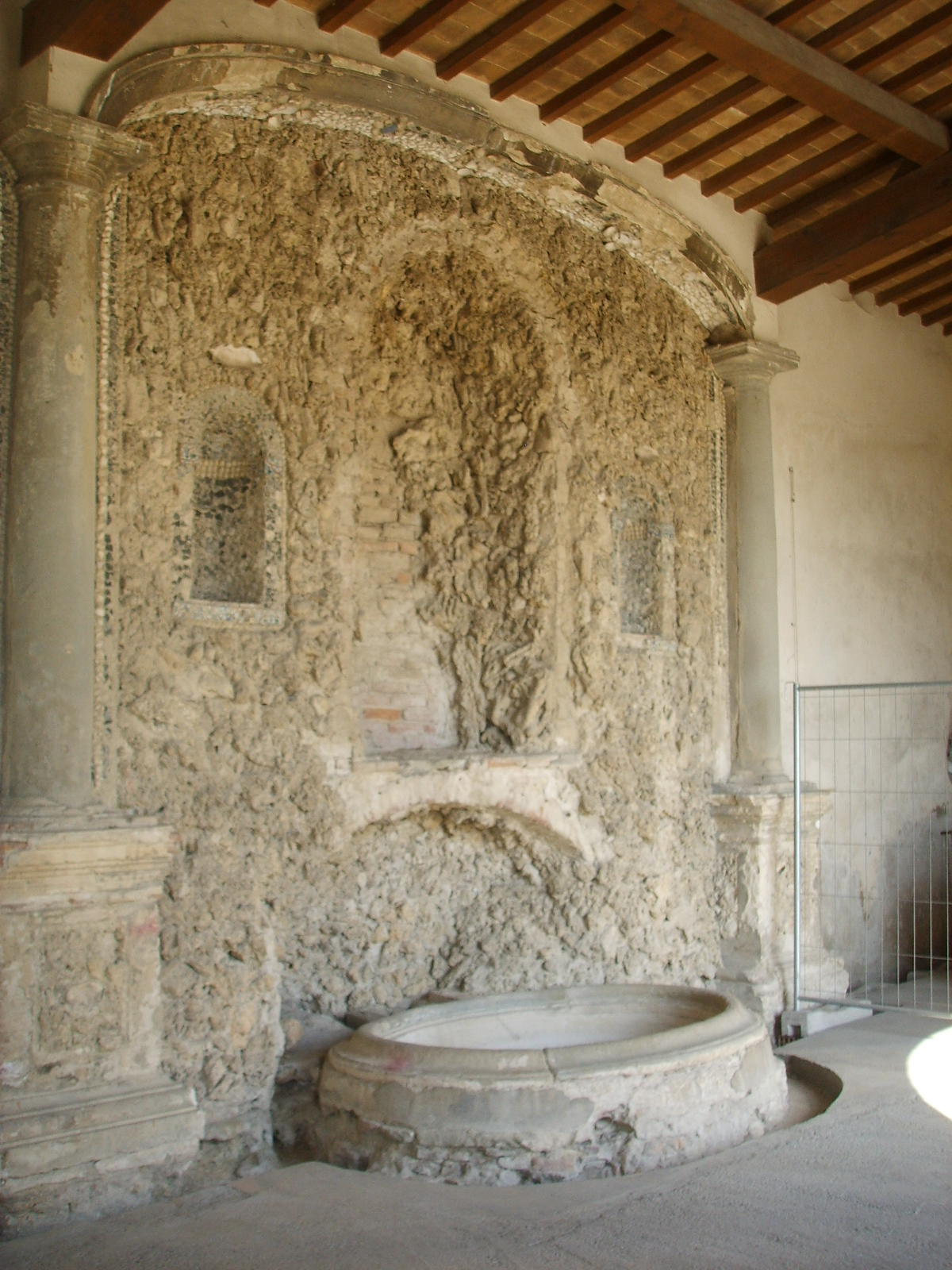
A gruta